# Stefano da Verona

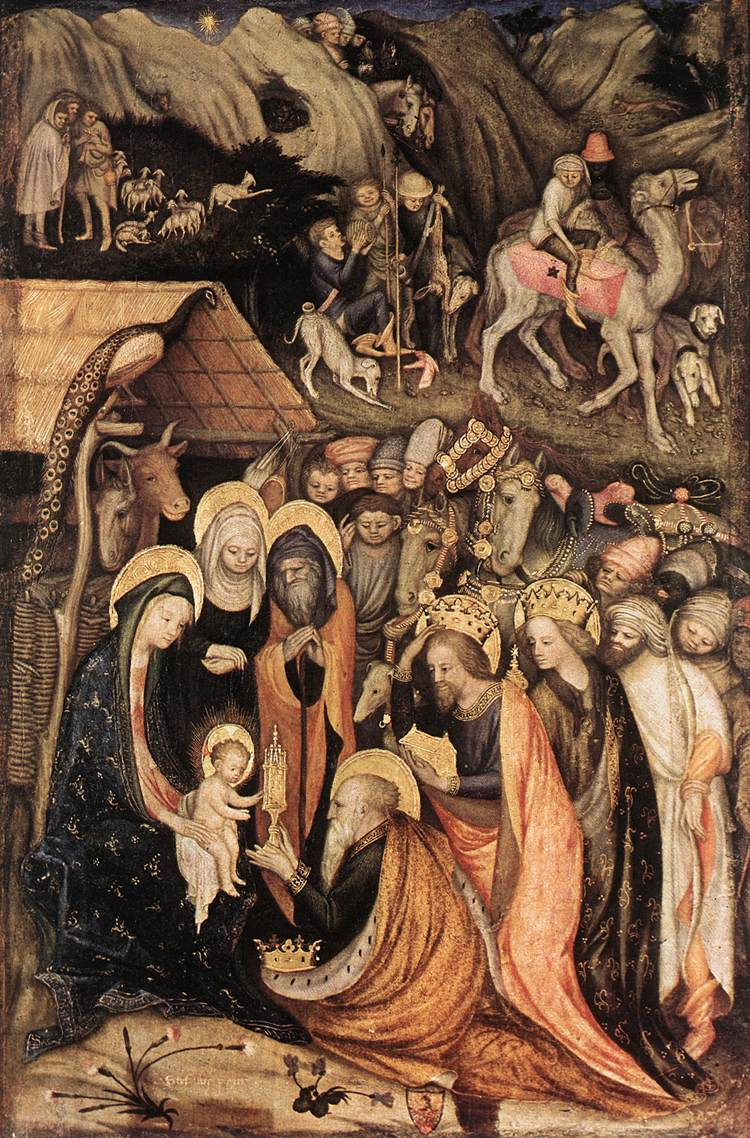
Anbetung der Könige, 1435, Tempera auf Holz, 72 × 47 cm

Stefano da Verona (* 1374 in Zevio; † um 1450 in Verona; auch Stefano di Giovanni, Stefano da Zevio) war ein italienischer Maler.

## Leben
Der Maler wurde von Historikern als „Stefano di Francia“ identifiziert und war vermutlich der Sohn von Jean d’Arbois (Iohannes de Herbosio aus Frankreich). Giorgio Vasari nannte ihn Stefano da Verona und in einigen Dokumenten heißt er Stefano di Giovanni. Stefano da Verona war seit dem 18. September 1399 mit Tarsia, einer Tochter des Antoniazzo da Verona, verheiratet, wie aus einem Mitgiftvertrag aus diesem Jahr hervorgeht. Die Mitgift betrug 300 Golddukaten. Zudem existiert ein Testament der Tarsia da Verona. Das Paar hatte im Jahr 1425 zwei Töchter, Catalina und Zuanita und lebte im Bezirk Isolo in Verona. Dort wird er als Maler und als Sohn des verstorbenen Johannis de Herbosio bezeichnet. Da Verona war in den Jahren 1425 bis 1438 in Verona aktiv und fertigte mehrere Fresken an. Zu seinen Werken gehört auch ein Bild von der Kreuzigung Jesu, das sich im Besitz des Metropolitan Museum of Art befindet. Er war einer der ersten, die auf elegante, dekorative und dichterische Art im Stil der Internationalen Gotik malten. Seine Madonna, in einem umschlossenen Garten in Verona, ist von einer unwirklichen Atmosphäre umgeben. Das Bild „Anbetung der Könige“ (1435) gilt als eines seiner wichtigsten Werke und befindet sich in Mailand.
Es konnte nicht geklärt werden, ob er in Paris, Padua oder Verona geboren wurde, Evelyn Karet ist der Meinung, dass die Annahme, dass er in der Nähe von Verona geboren wurde auf eine Irrtum oder Fehler Vasaris beruht, der eventuell den Geburtsort mit dem des Altichiero da Zevio vermischte, über den er im selben Kapitel berichtete. Es lassen sich, laut ihren Angeben, keinerlei Hinweise auf den Geburtsort Zevio finden, weder in Dokumenten noch in Signaturen des Künstlers.